# Феодальная курия
Феодальная курия — совещательное собрание вассалов при дворе сеньора в Западной Европе в Средние века, решавшее финансовые, судебные и другие вопросы.
Поскольку одной из главных функций была судебная, феодальная курия развилась в сеньориальный или манориальный суд , а слово «курия» и его производные от него (фр. cour) стали обозначать суд вообще.
Особой разновидностью феодальной курии была королевская курия (лат. curia regis, curia regia) — созывавшееся королём совещательное собрание из непосредственных вассалов короля (крупных феодалов) с широкими, но строго не определёнными функциями. Позднее, с усилением королевской власти разделилась на большой королевский совет и малый королевский совет (тайный совет). Финансовые и судебные дела тогда были выделены в ведение особых органов (например, палаты счетов (фр. chambre des comptes) и парижского парламента).

## Исторические термины
- Большая курия[итал.] (великая курия, лат. magna curia) — королевская курия в королевстве Сицилии.
- Высшая курия (фр. Haut cour) — королевская курия в Иерусалимском королевстве.
- Генеральная курия — королевская курия во Франции.
- Герцогская курия[итал.] (лат. curia ducis) существовала в государствах Северной Италии и герцогстве Нормандии. В Англии так назывался особый тип манориального суда.
- Королевская курия (лат. curia regis; дословно — «курия короля») — королевская курия в Англии и Франции и других странах средневековой Европы.
- Королевская курия (лат. curia regia) — королевская курия на Пиренейском полуострове. Этим же термином назывался верховный суд Венгерского королевства уже в Новое время.